# Беднари-Кольонія
Беднари-Кольонія (пол. Bednary-Kolonia) — село в Польщі, у гміні Неборув Ловицького повіту Лодзинського воєводства.
Населення — 352 особи (2011).
У 1975-1998 роках село належало до Скерневицького воєводства.

## Демографія
Демографічна структура станом на 31 березня 2011 року:
|          | Загалом | Допрацездатний вік | Працездатний вік | Постпрацездатний вік |
| -------- | ------- | ------------------ | ---------------- | -------------------- |
| Чоловіки | 159     | 32                 | 107              | 20                   |
| Жінки    | 193     | 42                 | 104              | 47                   |
| Разом    | 352     | 74                 | 211              | 67                   |